# Sögubrot af nokkrum fornkonungum
 (signalé en juin 2025).
Si vous disposez d'ouvrages ou d'articles de référence ou si vous connaissez des sites web de qualité traitant du thème abordé ici, merci de compléter l'article en donnant les références utiles à sa vérifiabilité et en les liant à la section « Notes et références ».
- Archive Wikiwix
- Bing
- Cairn
- DuckDuckGo
- E. Universalis
- Gallica
- Google
- G. Books
- G. News
- G. Scholar
- Persée
- Qwant
- (zh) Baidu
- (ru) Yandex
- (wd) trouver des œuvres sur Wikidata

Le Sögubrot af nokkrum fornkonungum est un texte islandais fragmentaire relatant la vie de certains rois danois et suédois. On pense qu'il est basé sur la saga des Skjöldungar et serait peut-être une version tardive de ce texte. Le texte contient notamment une description de la bataille de Brávellir.